# عزمي عبد الوهاب
عزمي عبد الوهاب (10 ديسمبر 1964م، محافظة الدهقلية) هو شاعر وكاتب مصري صدرت له عددٌ من الكتب والدوواين الشعريّة لعل أبرزها «النوافذ لا أثر لها» و«الأسماءُ لا تليق بالأماكن» و«بأكاذيبَ سوداء كثيرة» و«حارس الفنار العجوز» وغير ذلك. ينشطُ عزمي في مجال التأليف والنشر، كما يكتبُ مقالات بشكل دوري في عددٍ من المواقع على الإنترنت والتي تتعلق في غالبيتها بالقراءة والكتابة بشكل عام وبالشعر بشكل خاصّ.

## الحياة المبكّرة والتعليم
- ولد عزمي عبدالوهاب في قرية الدراكسة، مركز منية النصر، محافظة الدقهلية.
- درس اللغة والأدب العربي في كلية الآداب في جامعة المنصورة.
- عمل في مجال التدريس لعدة سنوات، منها عمله معلماً للغة العربية في المملكة العربية السعودية لعام، ثم استقر في القاهرة.[7]

## المسيرة المهنيّة
بدأ عزمي عبد الوهاب مسارهُ المهنيّ في مجال الشعر مبكرًا حيثُ أصدر ديوانًا شعريًا بعنوان «الأسماء لا تليق بالأماكن» وهو الديوان الذي حاول فيه الشاعر المصري أن يُعيد صياغة عالمه، كما يحب ويرى، ويرتكز في رؤيته على روافد موحية ومادة ثرية تتمثل في المرأة، التي هي أصل الحياة والوطن الأسمى والأغلى، ويعرج على الاغتراب في الوطن الوطن وخارجه، وما يخلقه من حنين وأنين. لقد أعاد عزمي – كما ذكر في أحدِ اللقاءات الصحفيّة – تسمية الأشياء بأسمائها مستعينًا باللغة الموحية الممزوجة بالخيال الشفيف، الذي يبعث من خلاله برسالة يفهمها المتلقي. رسم عزمي في هذا الديوان – حسب كلام النقاد – لوحة من المتناقضات خلال عمله حيث المرأة والوطن، والمواطنة، والغربة، والضياع، الإبداع، فترى خلال الديوان المرأة مسيطرة كترسيخ لحالة الفقد والحب والاطمئنان والضياع وتعتبر معادلًا موضوعيًا لكل هذه الحالات.
نشر عزمي عام 2014 ديوانًا شعريًا ثانيًا له هو «شخصٌ جديرٌ بالكراهية» عن دار النهضة العربية حيث قدم من خلاله رؤية جديدة للعالم من حوله فألبسَ المعاني والأحداث والأفكار أثوابًا جديدة. صدر ديوانه هذا بمقولة دستويفسكي تلخص معاناته التي صهرته في عملى أدبي: «الحياة فوق الأربعين أمرٌ بالغ الحرج.» ركّز عبد الوهاب في ديوانه الشعري هذا أيضًا على موضوع المرأة والعالم المليء بالمتناقضات من الألغاز والبساطة والأصالة والخيال والحنان والحرمان، أما عن عنوان الديوان فيرى عبد الوهاب أنّ هذا الشخص جدير بالكراهية – بطل القصّة – لأنه ملَّ من أن تظلَّ حبيبته بعيدة عنه أو تعطي حبها لمن لايستحقه.
نشر الشاعر المصري بعدها بسنتين تقريبًا ديوانًا شعريًا جديدًا هو «يمشي في العاصفة» عن دار آفاق، وهو الديوان السابع من جملة أعمال الشاعر المنشورة. يتكون الديوان من أربع قصائد متنوعة هي: «لرجل حمل البحر على كتفيه»، و«سأحكي لك كثيرًا»، و«يمشي في العاصفة»، و«اتركيه لحاله يا حنين». جاء هذا الديوان مختلفًا عن سابقيه من حيث الشكل فقد ضمَّ قصائد نوعًا ما طويلة تحتفي بالمشهدية والسردية الشعرية، بجانب بعض القصائد المقطعية القصيرة. كان هذا الديوان سياسي بامتياز فتناول مواضيع كانت تشهدها الساحة المصريّة حينها بل استعمل الشاعر مصطلحات من قبيل «الثورة»، و«العسكر»، و«الإخوان»، و«السلفيين»، وغير ذلك من المفردات التي تنتمي إلى الفضاء العام.
دون يد، تمسح الغبار عن روحه المتسخة بالمطر
أنت الآن نائمة في دهاليزك السرية
فامنحي تلك القصيدة العجوز
فرصة أن تلوك سنوات عمرك
كوحش
يقتلع مدينة ساحلية من جذورها
ويعلقها في الهواء
بين صدره وقائمتيه الأماميتين
ليت روحه تخف
ليت الطاقة الشريرة
نشر عزمي في منتصف عام 2019 كتابًا جديدًا حمل عنوان «وجوه تطل من مرايا الروح» ويقول الشاعر المصري عن هذا العنوان أنّه «عنوانٌ مراوغٌ، فقد يظنّ من يقرأ الكتاب من عنوانه ديوان شعر، لكنه إن فض الغلاف وقرأ ستواجهه مقاربات لأكثر من ثلاثين سيرة ذاتية عربية كتبها مفكرون وأدباء ونقاد، والكاتب الذي يستدعي وجوها من ذاكرته لتطل من مرايا روحه متحدثة عن نفسها». روى عزمي في هذا الكتاب بعض السير التي تمثل حياة أخرى لم يعشها القارئ مع كاتبه المفضل.
يضمُّ الكتاب عددًا من الفصول على أبرزها فصل «أنا واحد من هؤلاء» الذي يُعلن فيه عزمي انتسابه إلى من أحبهم واختار أن يحدث القراء عنهم، وهو في المقال يتماس مع سيرته الذاتية التي يومئ إليها بمقارباته لسير الآخرين الذين أحبهم وتبع خطاهم وتركوا أثرا على روحه. ينقسمُ الكتاب إلى ستة فصول يضمُّ كل منها مقاربة لأكثر من سيرة يلتمس الكاتب خيطًا واصلًا بينها يجعل منه عنوانًا للفصل، فسير الشعراء مثلا يجعل عنوان الفصل الذي يضمها «شعراء الحزن والموت المقيم» بينما الفصل الأخير وعنوانه «نساء في وجه العاصفة»، يضم أسماء مثل لطيفة الزيات، وفدوى طوقان، وفاطمة المرنيسي.

## آراء
لطالما أكّد عزمي عبد الوهاب في عددٍ من تصريحاتهِ الصحفيّة أنه ضدّ فكرة الحضارة التي تأكلُ روح الإنسان وضد توحُّش المدينة وتوغّلها، كما يُؤكّد وأكّد في أكثر من مناسبة أن قصيدة النثر لا تلقى التقدير الذي يليق بها، رغم منجز شعرائها، مضيفًا أن البعض يراها «شعرًا ناقصًا» لذلك لا تجد حفاوة من المؤسسات الرسمية ولا تُقدَّم لها جوائز أو تكريمات.
يرى عزمي أيضًا أنّ الاكتمال وهم، وكل اكتمالٍ يحملُ بداخله نقصانًا ما، مؤكّدًا في الوقت ذاته على أنّ ما وصفها بالتجارب العظيمة لا تكتملُ أبدًا بل تحتاج دائمًا إلى من يعتقد أنه قادر على أن يضيف إليها سطرًا. مع ذلك فعزمي يقول أنّ «قصيدة النثر ترحب دائمًا بوجودها في الهامش، هي لا تحب المتن، وفي اللحظة التي تتحول فيها إلى متن ستفقد الكثير من مبررات وجودها، وبالتالي ينبغي ألا نبحث عن اعتراف رسمي يمنحها الجوائز والمكانة.»

## قائمة أعماله
هذه قائمةٌ بأبرز أعمال الشاعر المصري عزمي عبد الوهاب:
- النوافذ لا أثر لها[21]
- الأسماء لا تليق بالأماكن[22]
- بأكاذيب سوداء كثيرة[23]
- بعد خروج الملاك مباشرة[24]
- حارس الفنار العجوز[25]
- شخص جدير بالكراهية[26]
- وجوه تطل من مرايا الروح[27]
- يمشي في العاصفة[28]
- جائزة نوبل: أزمة ثقة (2021).[29]
- كل النهايات حزينة (2024).[30]